# ウスキテングタケ
ウスキテングタケ（薄黄天狗茸、学名: Amanita orientogemmata）は、ハラタケ目テングタケ科のテングタケ属に分類される小型から中型のキノコ（菌類）の一種である。

## 分布・生態
日本・韓国および中国に分布する。
梅雨時から秋にかけて、広葉樹（コナラ・クヌギ・スダジイ・カシ類・シデ類など）林、あるいはこれらにアカマツやモミなどの針葉樹がまじった林内の地上に点々と発生する。おそらく、これらの樹木に外生菌根を形成しているものと考えられている。

## 形態
子実体は傘と柄からなる。傘は半球形から開いてほぼ平らとなり、老成時には浅い皿状をなし、径3 - 12センチメートル (cm) 。傘表面は、淡黄色で湿時はやや強い粘性があるが、乾くとやや絹糸状のつやをあらわし、白色から淡黄色の板状ないしかさぶた状または低い半球形の脱落しやすいいぼ（外被膜の破片）を散在させる。表皮はやや剥げやすく、周縁部は初めは多少内側に巻き込み、比較的短いが明瞭な条溝を有する。肉は白くてもろく、傷つけても変色せず、味もにおいも温和であり、水酸化カリウムその他の試薬に反応しない。
ヒダは柄に対して離生し、やや密で比較的幅広く、多数の小ヒダをまじえ、白色あるいは僅かにクリーム色を帯び、縁は全縁状で多少粉状をなす。
柄は中空で長さ4 - 15 cm程度、径0.5 - 1.5 cmであるが、基部は丸く膨れた球根状（径2 cmに達することがある）をなす。表面は白色からクリーム色で、幼時にはいくぶん粉状を呈し、やや綿質の鱗片に覆われ、ときにだんだら模様となる。ツバは柄の下方につき、白色の薄い膜質でわりあいに脱落しやすく、上面には不明瞭な放射状の条溝を生じることがある。柄の基部には薄い膜質のツボ（外被膜）」の名残が環状に付着する。
胞子紋は純白色を呈し、胞子は楕円形から広楕円形で無色かつ薄壁、表面は平滑、ヨウ素溶液でほとんど染まらない。ヒダの縁および「つば」の上面には、逆フラスコ形・太いこん棒形・円筒形あるいはやや紡錘形の、薄い壁を備えた無色の不稔細胞が多数存在する。側シスチジアはなく、担子器は4個の胞子を生じ、その基部にはかすがい連結を備える。子実体の構成菌糸にも、しばしばかすがい連結がある。傘の表皮は表面に平行に走る匍匐性菌糸で構成されており、表層部では顕著なゼラチン化がみられる。

## 類似種
従来は、欧米に広く分布する Amanita gemmata と同一種として取り扱われてきた。しかし、ヨーロッパ産の標本は担子器の基部にかすがい連結がないこと・つぼの破片の組織中の菌糸は無色で、比較的多くの嚢状細胞を混在することなどが異なり、本種（日本産のウスキテングタケ）は独立種として区別されることとなった。学名は「東洋産のAmanita gemmata」の意である。
属内では、かさの周縁部に放射状の条溝をあらわし、胞子がヨウ素溶液に反応せず、外被膜がもろくて完全な袋状の「つぼ」を形成しない点から、テングタケやベニテングタケおよびAmanita gemmataなどとともに、テングタケ亜属のテングタケ節に分類されている。この位置づけは分子系統学的解析の結果によっても支持されたが、いっぽうでAmanita gemmataとの類縁関係は、子実体の外観から想像されるほど近いものではないということも示唆されている。
なお、ヒマラヤから記載されたAmanita altipes Z.-L. Yang, M. Weiss et Oberwinklerも、ウスキテングタケ同様に淡黄色のかさを有する種類ではあるが、子実体がより小形で痩せ型であり、かさの表面の外被膜片やひだも顕著にクリーム色を帯びることや、担子器の基部、あるいは子実体を構成する菌糸にかすがい連結をまったく欠いていることなどによって区別されている。

## 食・毒性
テングタケ属に分類される他の多くのキノコ同様に有毒であり、イボテン酸、ムシモール、スチゾロビン酸、スチゾロビニン酸、溶血性タンパクなどを含むという。食べると発汗、意識混濁、嘔吐、下痢等の症状を起こすが、神経系中毒症状は1時間ほど、消化器系の中毒症状は2 - 3日で回復する。